# Distrikt Chancay (San Marcos)
Der Distrikt Chancay liegt in der Provinz San Marcos in der Region Cajamarca in Nordwest-Peru. Der Distrikt wurde am 8. Dezember 1994 gegründet. Er hat eine Fläche von 68,3 km². Beim Zensus 2017 wurden 3096 Einwohner gezählt. Im Jahr 1993 lag die Einwohnerzahl bei 3395, im Jahr 2007 bei 3297. Sitz der Distriktverwaltung ist die 2670 m hoch gelegene Ortschaft Chancay mit 541 Einwohnern (Stand 2017). Chancay liegt knapp 8 km südöstlich der Provinzhauptstadt San Marcos an der Nationalstraße 3N.

## Geographische Lage
Der Distrikt Chancay liegt im Osten der peruanischen Westkordillere und dort im Südwesten der Provinz San Marcos. Der Distrikt erstreckt sich über ein Hügelland nördlich der Flussläufe von Río Cajamarca und Río Crisnejas.
Der Distrikt Chancay grenzt im Süden an den Distrikt Eduardo Villanueva, im Nordwesten an den Distrikt Pedro Gálvez sowie im Nordosten an den Distrikt Ichocán.